# Constanze Krehl
Constanze Angela Krehl, née le 14 octobre 1956 à Stuttgart, est une femme politique allemande, membre du Parti social-démocrate d'Allemagne (SPD).

## Biographie
En automne 1989, elle s'engage dans le Nouveau Forum et adhère au SPD en janvier suivant. Elle est membre jusqu'en 1996 du comité directeur du SPD de Saxe. Elle devient vice-présidente du Land jusqu'en 1999. Elle est présidente du SPD de Saxe jusqu'en 2004 et de 1999 à 2005, elle est membre du bureau fédéral du SPD.
Elle est députée européenne du 11 mars 1991 au 2 octobre 2022. Elle quitte le parlement européen et la vie politique pour des raisons personnelles,.